# بوغدان ستويانوف
بوغدان ستويانوف (بالبلغارية: Богдан Стоянов)‏ هو لاعب كرة قدم بلغاري في مركز الوسط، ولد في 24 مارس 1987 في بلغاريا. لعب مع ليفسكي صوفيا.

## وصلات خارجية
- بوغدان ستويانوف على موقع قاعدة بيانات كرة القدم.إي يو (الإنجليزية)